# Fotbollsåret 1898
Följande är fotbollsevenemangen under året 1898 i hela världen.

## Nationella mästare
- Argentina: Lomas Athletic Club
- Belgien: RFC Liège
- England: Sheffield United
- Frankrike: Standard AC Meudon
- Irland: Linfield
- Italien: Genua
- Nederländerna: RAP Amsterdam
- Skottland: Celtic
- Sverige: Örgryte IS
- Schweiz: Grasshopper Zurich (inofficiella)

## Internationella turneringar
- Brittiska mästerskapet i fotboll (19 februari - 2 april)

 Skottland

## Födda
- 7 januari - Dick MacNeill, holländska fotbollsspelare (d. 1963)